# Египетско-сомалийские отношения
Египетско-сомалийские отношения — международные дипломатические, экономические, военные, культурные и иные отношения между Республикой Сомали и Египтом.

## История
Отношения между территориями современного Египта и Сомали зародились не ранее XVI век до н. э.. Египетская экспедиция отправилась в страну Пунт в ходе правления фараона 18 — й династии Хатшепсут. Согласно римскому историку Плинию Старшему, египетский фараон Сесострис также привел свои войска к порту Изиды по пути в северо-восточный рыночный город Мосилон, располагавшийся рядом с нынешним городом Босасо. 
К I век относятся данные о коммерческой торговли между сомалийским побережем и Римским Египтом. В средние века и в рано современный период различные сомалийские султанаты также поддерживали тесные отношения со своими соседями в Египте. Марокканский путешественник Ибн Баттута сообщал, что Султанат Могадишо экспортировал свои товары городам в долине Нила. 
В течение последующего колониального периода Египет и Сомали контактировали делегата Организации Объединённых Наций в Сомали Камаль Эль-Дин Салаха, который поддерживал территориальную целостность сомалийских территорий. После обретения независимости Сомали в 1960 году Египет был одним из первых государств, признавших её. Впоследствии он инвестировал значительные средства в сектор образования. В 1969 году Египет и Сомали стали членами-учредителями Организации исламского сотрудничества (ОИК). 
После начала гражданской войны в Сомали в 1991 году Египет не прекращал дипломатические отношения с переходным национальным правительством и его преемником переходным федеральным правительством, хотя и закрыл своё посольство в Могадишо. Тем не менее Египет предоставлял помощь Сомали в целях начала мирного процесса. В рамках международной контактной группы власти Египта участвовали в различных международных встречах на высшем уровне в поддержку мирного процесса в Сомали, включая Хартумскую конференцию в 2006 году, Джибутийскую конференцию в 2008 году и Каирскую конференцию в 2010 году. 

## Сотрудничество в целях развития
Правительства Египта и Сомали находятся в тесном сотрудничестве в целях развития через Лигу арабских государств и Египетский фонд технического сотрудничества с Африкой. В сотрудничестве с Сомалийским институтом дипломатических исследований египетские власти также в 2010 году организовали подготовку кадров для работы в органах государственной власти Сомали.
В июне 2013 года сотрудники Министерства обороны Египта прибыли в Могадишо, чтобы помочь восстановить здание Министерства национальной обороны. По словам командующего Сомалийским флотом адмирала Фарах Каре, египетская делегация состояла из опытнейших инженеров, которые в сжатые сроки спроектировали и построили новое здание штаб-квартиры Армии Сомали.
В октябре 2014 года министр иностранных дел Сомали Абдирахман Дуэле Бейль встретился с поверенным Египта в Сомали Мохамедом Мандуром, заверившим правительство Сомали в предоставлении поддержки инициативам федерального правительства по постконфликтному восстановлению страны и укреплению двусторонних связей между обеими странами. По словам Бейля, Египет являлся давним союзником и нынешним партнёром правительства Сомали. 
В ноябре 2014 года Бейль и президент Сомали Хасан Шейх Махмуд встретились в Могадишо с новым послом Египта в Сомали Моулидом Исмаилом. На официальной встрече Исмаил заверил, что его администрация удвоит финансовую помощь Сомали в целях развития системы образования. 

## Дипломатические миссии
Федеральное правительство Сомали поддерживает посольство в Каире. С 21 ноября 2015 года дипломатическую миссию возглавляет посол Абдалла Хасан Махмуд.
Египетское правительство объявило, что планирует открыть своё посольство в Могадишо, закрытое в начале Гражданской войны. В ноябре 2014 года Маулид Исмаил был назначен первым послом Египта в Сомали.

## См. Также
- Внешняя политика Сомали
- Внешняя политика Египта